# Bitka za Bugojno 1993.
Bitka za Bugojno između HVO-a i  Armije BiH bila je bitka za zauzimanje grada Bugojna od Hrvata u bošnjačko-hrvatskom sukobu. 

## Prije bitke
Nakon neiskrena interesnog savezništva s Hrvatima, bošnjački vrh odlučio se napasti Hrvate i umjesto suživota izbjeglica i domaćih, napasti i otjerati domicilno hrvatsko stanovništvo. 
U Bugojnu je 1. travnja 1992. Muslimanima, pripadnicima pričuvne milicije SJB, podijeljeno streljivo potajice, skrivajući to od Hrvata. Hrvati nisu slutili ništa. Jutra 3. travnja iz Bugojna je poslana pomoć napadnutom Kupresu u jačini satnije dragovoljaca, a nakon zapovijedi Glavnog stožera iz Gruda. Prometnica Bugojno - Kupres bila je zaprečena pa je satnija pošla zaobilaznim snijegom zametenim putevima i u Kupres stigla u jutro 4. travnja. Već zahuktali sukob došao je na vrata Bugojna polovicom 1993. godine. Bošnjački vrh pod uplivom KOS-ovih Muslimana, većinom rodom iz Srbije, došlih iz JNA tek kad je velikosrpska agresija na Hrvatsku i BiH propala, uklonio je sve prijašnje, Hrvatima sklone Bošnjake i postavio druge ljude, skloni paktiranju sa Srbima i punih mržnje prema Hrvatima.
Siječnja 1993. godine Muslimani su preuzeli vlast u svim gradskim institucijama, a Hrvati su isključeni iz upravljanja općinom. HVO, koji je uglavnom iznio obranu Bugojna od velikosrpskog agresora, još djeluje. U siječnju je počela i podjela vojnih snaga. Bošnjačka strana je 17. siječnja 1993. godine napustila sve obrambene položaje prema srpskom agresoru i prepustila obranu isključivo HVO-u. Ubrzo, Bošnjaci poručuju Hrvatima da ne mogu odgovarati za ono što će se dogoditi. Uslijedila su nerazjašnjena umorstva hrvatskih civila, bezobzirna otimačina i pljačka imovine Hrvata. U veljači ABiH postavila je nadzorne točke na svim mjestima na kojima dolaze u doticaj s Hrvatima. U selu Veseloj ARBiH zaustavlja Hrvate i pri pregledu otimaju im novac, robu i automobile. Te pljačkaške grupe na kontrolnim punktovima predvode Mahmed Husić i Salih Smajić, pripadnici Armije BiH. Situacija se usijava u srpnju. U selu Vrbanji 10. srpnja 1993. pripadnici Armije BIH zaustavljaju vozilo u kojemu su bili vojnici HVO-a i bez ikakva obrazloženja na njih otvaraju vatru. Rezultat je nekoliko ubijenih.
Muslimanska ofenziva na hrvatskim prostorima u BiH poprimila je sve šire razmjere. Na udaru su se našli Bugojno i Vitez.
Siječnja 1993. sve je bilo izvjesnije da sukobi Hrvata i Muslimana nisu lokalnog karaktera, nego da Muslimani žele ovladati komunikacijama, prije svega Makljenom, čime bi Hrvatima Srednje Bosne presjekli moguću odstupnicu i onemogućili povlačenje iz okruženja. Uz već držani Konjic i Jablanicu, osvajanjem Makljena i Raduškog kamena zatvorili bi Hrvatima „Put spasa“ preko Vran planine. U Srednjoj Bosni, barem u Bugojnu, izgledalo je da Hrvati nisu dobro ocijenili što bi moglo biti s Muslimanima, jer su bili bolje opremljeni nego neki drugi gradovi Hrvata u Bosni i Hercegovini koji nisu pali pod bošnjačku vlast, premda su bili slabije opremljeni, a protivnik nadmoćniji. Neki pretpostavljaju da su Hrvati u Bugojnu podcijenili Muslimane kao organizatore i vojne stratege. Muslimansko-bošnjačka vojska u tom dijelu Srednje Bosne bila je pod boljim nadzorom, jer nije bilo izostanaka. Novi čimbenik bio je što Muslimani koji su ostali nisu imali kamo, za razliku od Hrvata, pa su im majke i supruge bile u kući i vojnici su se imali i za koga boriti, dok su mnogim Hrvatima bile na sigurnom u "pričuvnoj domovini" Hrvatskoj, pa nisu imali takav motiv za borbu. Muslimanski vojnici su čisti odlazili iz topla doma, bez obzira na to je li bio njihov ili srpski ili hrvatski. Muslimanske vojnike njihove su majke i supruge ispraćivale dugim pogledima i molitvom kad su odlazili na ratište. Hrvatskim vojnicima nije imao tko prati odore, nego su po dolasku s terena sve morali sami, i sebe oprati i odoru prati i pripremiti si obrok. Nerijetko im se to nije radilo pa su neoprani odlazili u gostionicu. Dok su bjesnile borbe u Uskoplju, cvala je organizirana dostava žestokih pića u Bugojno. Oba scenarija bila su štetna za Hrvate: jedan je neetičnost, u kojem Hrvati zarađuju krvavi novac, a drugi scenarij je bio da Muslimani financiraju opijanja Hrvata čime se razbija moral i psihofizička spremnost vojnika.
Tijekom siječnja, nakon muslimanskog napada na Uskoplje, te zatim na još neka sela u Srednjoj Bosni, postale su nesigurne prometnice u smjeru Uskoplja zbog zasjeda. U Duratbegovića Docu bilo je mrtvih i prolazak ondje značilo je prelazak preko brisana prostora.

## Borbe
Takva Armija BiH s mudžahedinima u svom sastavu poduzela je opći napad 18. srpnja 1993. godine. U 17.20 sati počela je opća pucnjava u gradu Bugojnu. Borbe su bile teške. Zatečeni HVO i nespremno vodstvo Hrvata našlo se u teškim borbama s Armijom BiH. 18. srpnja ARBiH napala je u večernjim satima zaselak Kaiće u selu Vučipolju. Ubili su civila Franju Živka, a civila Ivicu Živka su upucali i navodno odnijeli u bolnicu. U selu Kuli koje je tri kilometra sjeveroistočno od Bugojna, predio Rudine bio je 80 metara udaljen od položaja ABiH. Borbe između pripadnika Armije BiH i pripadnika HVO-a su se, s kratkim vremenskim prekidima, vodile do srijede 21. srpnja 1993.
19. srpnja svi hrvatski civili u Vučipolju pod prijetnjom oružja morali napustiti područje pod kontrolom Armije BiH. U bugojanskim selima je počinjen veći broj ratnih zločina nad tamošnjim Hrvatima: u selu Jablanje ubijeno je 5 Hrvata, u selu Odžak je ubijeno 7 Hrvata, a u selu Gračanica ubijeno je 17 Hrvata.
20. srpnja muslimanska ofenziva na hrvatske prostore u BiH nastavila se nesmanjenom žestinom, u plamenu je i bugojanska bolnica, koja se nalazi između dvije vatre pa je ranjenicima bilo nemoguće pružiti ikakvu pomoć.
22. srpnja nakon tri dana uzastopnih žestokih napada muslimanskih snaga na HVO i civile u Bugojnu došlo do malog zatišja, pa su vojnici HVO-a pošli u Kulu na Rudine da bi pokopali trojicu vojnika HVO-a koji su poginuli ondje. Kod improviziranog bunkera našli su tijela izrezana, izbodena noževima i jedno dekapitirano tijelo. Nisu ih uspjeli pokopati pa su mrtva tijela prekrili granama i vratili se u selo.
23. srpnja 1993. borbe su se vodile pred Ljubljanskom bankom. Predio oko Nove stolarije bio je miniran.
Podatci o pomicanju crta bojišnice po gradu i okolici šturi su. Poznato je da su iz zgrade Ljubljanske banke javili vojnicima HVO-a u hotelu “Kalin“ da se neće moći dugo braniti. Zapovjednik je sa slobode iz Stožera na Gorici zaprijetio im smrću ako se predaju. Jedan od hrvatskih branitelja, Anto Markulj, okupio je 20 dragovoljaca koji su pokušali su izaći iz "Kalina". Kanili su napraviti proboj preko ulice Prvog maja do Ljubljanske banke. Bili su zasuti vatrom iz pješačkog oružja i njegova skupina morali su se povući.
25. srpnja rano ujutro zatočeni Hrvati, s rukama na glavi, iz jedne su garaže odvedeni u Kloster časnih sestara - samostanski internat za djevojke. U njemu je već bilo zatočeno 13 Hrvata iz Gaja, dijela Bugojna. Ukupno je bilo 73 zatočenika, a 21 civil je bio u gornjem dijelu. Pripadnici Armije BiH u Vučipolju ubili 5 tamošnjih Hrvata. 
Unatoč potpisanom primirju, muslimanske snage žestoko napadale su na svim bojištima, a Hrvati ostali u Bugojnu izloženi najgoroj torturi i maltretiranju.
Još prije kraja borbi iz Bugojna i cijele bugojanske općine, krenuo je zbjeg oko 13 tisuća hrvatskih civila. Zbog okrutnih zločina koje su bošnjački osvajači prije činili, krenuli su u zbjeg preko područja pod srpskim nadzorom na teritorij pod nadzorom HVO-a. Prolazili su kroz minska polja zbog čega su mnogi poginuli ili ranjeni. Srbi su zarobili 15 Bugojanaca i poslali ih u logor "Batkovići" kod Bijeljine. 
26. srpnja iz sela Udurlija, Luga, Čaušlija, Bristova, Rosulja, Kule i Vučipolja, Hrvati se okupljaju se u selu Crniču, odakle su preko sela Mračaja i Kupresa pošli ka Hercegovini, Hrvatskoj i dalje u svijet. U Uskoplje su tog dana stigli ranjenici iz Bugojna. Armija BiH granatirala je Crniče i Kandiju, sela puna hrvatskih izbjeglica. Izbjeglice su pod okriljem noći, kroz šume i šikare i minska polja pošli dalje. Armija BiH zauzimala je dio po dio grada. Da bi izbjegli veće gubitke, hrvatski branitelji Bugojna su se predali. Nisu ni slutili kakvi ih razmjeri bošnjačkih zločina čekaju. Poslije su hrvatski branitelji izjavljivali da su znali što ih čeka, ne bi se predali nego borili do kraja. Nisu mogli pojmiti zločine osmišljene u glavama ljudi "koji su očigledno odavno izgubili zdrav razum". 
Borbe su okončane 28. srpnja 1993. godine. HVO-u su u borbama poginula devedesetorica vojnika, preživjele je ABiH zarobila i odvela u logore.
UNPROFOR već 29. srpnja javlja da ni u Kandiji i Crnićima nema više nijednog Hrvata.    
29. srpnja u povodu napada muslimanskih snaga na Bugojno i tragedije hrvatskog naroda u toj općini, Vladimir Šoljić, predsjednik bugojanskog HVO-a, uputio apel svjetskoj javnosti za spas više od 10.000 žena, djece i iznemoglih staraca.
Pripadnici Armije BiH su 30. srpnja 1993. godine izveli dio zatočenika iz Klostera, proveli ih kroz grad i smjestili u logor zgrade gimnazije. Zatočeni civili su bili u jednoj, a vojnici HVO-a u dvije prostorije.  
31. srpnja stalni predstavnik Hrvatske pri UN Mario Nobilo pozvao je Vijeće sigurnosti da proglasi sigurnosnim područjima Bugojno, Jablanicu, Prozor, Kreševo-Kiseljak-Fojnicu, Novi Travnik-Vitez-Busovaču i Vareš, zbog ugroženosti Hrvata od muslimanskih snaga. Muslimanima sporazum iz Ženeve nije značio ništa, jer Armija BiH nije poštovala potpisano primirje, nego je čak svoju ofenzivu proširila.
Srpnja/kolovoza u makabrističkim obredima inicijacije uz mentorstvo arapskih dobrovoljaca, pripadnici ABiH masakrirali su i ubili tzv. bugojansku skupinu 21 zatočenog pripadnika HVO, ne mareći za to što ih je Međunarodni crveni križ registrirao kao ratne zarobljenike.
Hrvatske civile muslimanske snage su tijekom borbi odvodili u logore po gradu. Među zatočenim civilima tražili su muškarce, čak i one srednjoškolske dobi, Hrvate i Srbe, uključujući one koji su davno otišli u inozemstvo ili 1992. u Srbiju.

## Posljedice
Hrvatska stratišta u bugojanskoj općini su mnogobrojna, a s dvije i više žrtava su lokacije Vrbanja 3, Jablanje 5, Glavice 4, Odžak 7, Zlavast 2, Kula 3, Goruša 4, Vučipolje 5, Gračanica 17, Kula 3 i grad Bugojno 19. Stradalo je 119 Hrvata ratnih žrtava, od toga je bilo 5 djece, 74 odrasla civila i 40 zarobljenih i ubijenih vojnika HVO.
Tri tisuće Hrvata ostalo je u Bugojnu, u veliku župnu crkvu sv. Ante Padovanskog i u župni stan sa župnikom fra Jankom Ljubasom i ostalim franjevcima. Manji broj Hrvata ostao je po nekim selima, npr. u Drvetinama. U gradu Bugojnu i po hrvatskim selima muslimanske snage pljačkaju svu imovinu Hrvata, a što nisu mogli odnijeti, zapalili su. U zločinima isticali su se Muslimani iz Donjeg Vakufa, koji svoj grad udaljen nekoliko kilometara nisu branili nego kukavički pobjegli. Preostali Hrvati pretpjeli su masovne progone, ubojstva i zatvaranja. Svaki dan bili su maltretirani, izgladnjivani i premlaćivani. Sprovela ih je ABiH i tadašnji bošnjački politički vrh. Osnovali su logore i mučilišta po gradu: u Kulturno-sportskom centru, u Osnovnoj školi "Vojin Paleskić", u zgradi gimnazije, u Centralnom zatvoru, na stadionu NK "Iskra", u Banci BiH, u Ljubljanskoj banci, u Osnovnoj školi "Stipe Đerek", Salonu namještaja, Klosteru, garaži u Donjićima, u selu Zlavasti. Oko 350 Hrvata su okrutno mučili i neke ubili, neke odveli u nepoznato. Bošnjački osvajači prekršili su pravila Ženevske konvencije, Odvodeći zarobljene hrvatske civile i vojnike na kopanje rovova na prvim crtama bojišnice (Uskoplje i dr.). Prisilno su im vadili krv. Prisilno su otklanjali mine i tome slično i u tim prilikama bili su ubijeni. Osim toga mnogi su teško premlaćeni, tako da su neki danas invalidi. Mnogi ranjeni na prisilnom radu nisu hospitalizirani. Poput velikosrpskih osvajača i muslimansko-bošnjački agresori na počinili su silovanja. Na bugojanskom području silovali su veći broj Hrvatica, djevojaka i žena, no kako to već biva, vrlo malo žena prijavi silovanje, te je samo nekoliko njih dalo izjavu o vlastitom silovanju ili su pronađeni drugi tragovi toga zlodjela. Silovanja su prijavljena tadašnjim bugojanskim vlastima, počinitelji se znaju, ali krivični postupak protiv njih nije pokrenut. 
Visoko povjereništvo UN za izbjeglice u Sarajevu izvijestilo je da je 1. kolovoza 1993. oko 3.000 prognanih Hrvata iz Bugojna stiglo u Tomislavgrad.
30. rujna 1993. i 20. listopada Međunarodni Crveni križ registrirao je jedanaestoricu od skupine 21 nestalog. Bilo je očekivati da muslimansko-bošnjačke vlasti neće zlostavljati ratne zarobljenike, a napose one koje je registrirao Međunarodni Crveni križ, jer bi to bio očit dokaz o kršenju Ženevske konvencije o ratnim zarobljenicima. Bosanski Srbi, navodno su poštovali takve okolnosti, jer su znali da ih čeka optužba o ratnim zločinima nad ratnim zarobljenicima, ali Muslimani-Bošnjaci su se oglušili o te norme međunarodnog ratnog prava. 
Mnogi su nezatočeni Hrvati ubijeni u sljedećim mjesecima. Masovna ubojstva događala su se i poslije, poput 24. studenog u Kaićima. Šest nezatočenih hrvatskih civila je 30. listopada krenulo s namjerom da napuste grad, a bez dopuštenja muslimansko-bošnjačkih vlasti iz Bugojna. Svi su uhvaćeni u podnožju brda Gorice ubijeni hicima u potiljak. Naknadna izvješća spominju oružani napad pripadnika Armije BiH "na Hrvate sela Gorica (općina Bugojno)" pri čemu su ubili 19 hrvatskih civila. Tijela ubijenih Hrvata Bugojna i okolice nađena su po raznim lokacijama u i oko Bugojna: Garačkim Podovima, Golom Brdu, Mektaba, Jaklićima, Odžaku, Goruši, Čaušlijama, Mandalcu, Kuli, Mačkovcu, u grmlju, mlakama, Čipuljiću, Vrpeći, Gračanici, blizu Vrbasa, neobilježena na grobljima
l. studenoga 1993. godine muslimansko-bošnjačke snage odvele su u nepoznato 21 zatočenika pripadnika HVO-a, među kojima je i vojno zapovjedništvo HVO-a Bugojno, nije poznata. Oni su za ratnog sukoba zarobljeni, pripadnici Armije BiH držali su ih jedno vrijeme u bugojanskom zatvoru. Sudbina im nije poznata. U javnosti se za tu skupinu zna kao skupinu od “26 nestalih" bugojanskih Hrvata. Kasnije se ustanovilo da su četvorica mrtva, a da se Željko Miloš pojavio živ. Novinari su nastojali prodrijeti u tajnu "nestalih Bugojanca", ali je njima godinama bio zabranjen pristup i fotografiranje na području bugojanske općine (izvor od ožujka 1997. godine). Zabranjeno je bilo i UNPROFOR-u kao i IFOR-u te sada SFOR-u da istražuju bilo što o bugojanskim žrtvama.
Krajem 1993. godine u Bugojnu ostalo samo oko 900 Hrvata okupljenih oko župnog dvora i Caritasa. Živjelisu bez ikakvih prava, sigurnosti i zaposlenja. Hrane se i preživljavaju zahvaljujući samo humanitarnoj pomoći.
11. studenoga bugojanski Hrvati, uz peticiju Međunarodnom sudu pravde u Haagu, priložili pregled kršenja ljudskih prava na sedam stranica teksta koji opisuje zlodjela muslimanske vojske. 12. studenoga muslimansko ratno predsjedništvo Bugojna donijelo odluku da se svi Hrvati protjeraju iz grada, a u tom trenu u muslimanskim zatvorima u Bugojnu nalazilo se 345 hrvatskih ratnih zarobljenika, priopćilo novinarima u Livnu povjereništvo HVO Bugojna.
21. siječnja 1994. bugojanski župnik fra Janko Ljubas izvijestio je dopisnika Večernjeg lista u Livnu da je na gradskom igralištu u Bugojnu zatočeno 300 Hrvata.

### Velika razmjena
19. ožujka 1994., nakon osam mjeseci zatočeništva u logoru "Stadion", razmijenjena su tamošnja 293 hrvatska zatočenika za 1500 Bošnjaka iz "Helidroma". Još uvijek se traga za tijelima 35 nestalih, od čega 19 logoraša. Sjećanja na tamnovanje zapisao je logoraš Josip Kalaica.
Razmjena je mnogo puta bila dogovorena i isto toliko puta odgođena. Napokon se dogodila, ali je izgledalo jednog trena da će taj put predstavnici takozvane Armije BiH biti iskreni i držati se dogovora. No ni ovog puta nisu pokazali spremnost poštovati dogovoreno, jer u evidentiranoj skupinu od 314 logoraša, nedostajalo ih je 20, i to 20 uglednih bugojanskih Hrvata. Za nedostajuću skupinu plasirali su Muslimani laži o tomu kako su neki od njih ranije pušteni, a neki su opet pobjegli prema crtama bojišnice koju nadzire srpska vojska. Muslimani su te laži prihvaćali, kao i kako se tad među Hrvatima mislilo "politički slijepci" iz međunarodne zajednice. Tijek zbivanja u budućnosti dokazao je da su znali i prešutno odobravali bošnjačko-muslimanske postupke. Zapovjednik Operativne skupine 'Zapad' Selmo Cikotić u izvanrednom izvješću Zapovjedništvu Trećeg Korpusa, 17. rujna 1993. zapisao je da je otpušteno 66 zarobljenika, a da u zatvoru imaju 317 zarobljenika plus 2 zarobljena u Uskoplju, ukupno 319 i da "za sve postoje osnove za suđenje, a 23 zbog težine počinjenih djela imaju poseban tretman." Izvješće potvrđuje da je znao za njih i da su živi. "Poseban tretman" glede tragična svršetka znači da je podrazumijeo njihovu likvidaciju i uklanjanje tijela koja ni do danas nisu pronađena. Među povlaštenima u bugojanskom slučaju je i predsjednik ratnog predsjedništva Dževad Mlaćo koji je godinama tvrdio za te logoraše da su pušteni ili pobjegli, ali je sam sebe demantirao na Sudu BiH kada je potvrdio autentičnost rečenice iz svojega dnevnika: "Službeno - ne smijemo imati civilnih zarobljenika. Tajno - ekstremni dio zarobljenih vojnika likvidirati." Ilustrativni su to primjeri kako su bošnjački predstavnici civilnih i vojnih vlasti mogu u domovini i pred svijetom lagati koliko god žele i gdje god hoće.

### Poslije bitke
Muslimansko-bošnjački osvajači sustavno su poslije bitke uništavali s ciljem da se Hrvati nemaju više gdje vratiti. Potpuno su uništena sela Kandija, Goruša, Humac, Zanesovići, Udurlije, Lug, Rosulje, Crniče i Lendjerovina u kojima je živjelo većinsko hrvatsko stanovništvo. U selima s mješovitim stanovništvom kuće i gospodarske zgrade Hrvata su spaljene ili minirane. U samom gradu Bugojnu hrvatske četvrti su spaljene, minirane i opljačkane. Bugojanski Caritas popisao je materijalne štete na stambenim objektima u vlasništvu Hrvata u Bugojnu. Prema tome dokumentu minirano je, zapaljeno i opljačkano 2.550 objekata. U Bugojnu i okolnim selima učinjeno je svetogrđe nad sakralnim objektima, crkve, župne kuće i groblja su uništavani. Muslimansko-bošnjačke vlasti osnovale su u Bugojnu Agenciju za otkup građevinskog materijala i tehničkih stvari. Pljačkaši i lopovi su u toj Agenciji dobivali novac za ono što su pokrali i opljačkali. Agencija je na taj način poticala pljačku i otimačinu hrvatske imovine.
Tek 10. studenoga 1995. s potpisivanjem sporazum u Daytonu o funkcioniranju hrvatsko-bošnjačke Federacije, potpisan je istog dana i sporazuma hrvatske i bosanske strane o povratku dijela izbjeglica u Bugojno, Stolac, Jajce i Travnik.

## Nestali bugojanski Hrvati
Od srpnja do kraja 1993. godine iz logora u Pruscu odvedeni su: Marko Bartulović, Niko Džaja, Jadranko Gvozden, Frano Jezidžić, Mihovil Strujić i Stipica Zelić. Kolovozu 1993. godine iz Gimnazije je odveden Marijo Subašić. Iz logora na Stadionu njih 11 evidentirali su predstavnici Međunarodnog crvenog križa pri posjeti logoru 28. rujna 1993. godine. Iz Stadiona su nasilno odvedeni: Branko Crnjak (odveden 25. srpnja 1993. godine), Nikica (Dragutina) Miloš, Anto Markulj, Ivo Miloš i Nikica (Joze) Miloš (odvedeni početkom listopada 1993.), Niko Zlatunić i Zdravko Juričić (odvedeni 7. listopada 1993.), Miroslav Dilber, Dragan Erkapić (odvedeni 25. listopada 1993. godine), Perica Crnjak (odveden 29. listopada 1993.) Perica Kovačević, Dragan Miličević i Zoro Galić (odvedeni su 15. studenoga 1993.).

## Osumnjičeni
Bugojanski su Hrvati 25. studenoga 1994. kod vojnih i civilnih institucija vlasti, podnijeli krivičnu prijavu protiv 440 osoba osumnjičenih za ratne zločine počinjene tijekom 1993. u Bugojnu. 15 prvih prijavljeni su kao najodgovorniji za sve zločine počinjene nad Hrvatima u bugojanskoj općini: Dževad Mlaćo - predsjednik ratnog predsjedništva i predsjednik SDA Bugojno, Zeir Mlivo - predsjednik vlade općine Bugojno, Abdulah Jeleč - načelnik štaba obrane općine, Senad Dautović - načelnik službe javne sigurnosti općine, Kemal Džafić - časnik bivše JNA, načelnik sigurnosti štaba obrane općine, Enes Handžić iz Donjeg Vakufa - načelnik sigurnosti 307. muslimansko-bošnjačke brigade Armije BiH, Tahir Granić - zapovjednik 307. muslimansko-bošnjačke brigade Armije BiH, Abdumalik Abdibegović - sekretar Sekretarijata za narodnu obranu, nastanjen u Veseloj, Selmo Cikotić (rodom iz Sandžaka) - časnik bivše JNA, u Bugojno došao pred rat između HVO-a i Armije BiH, Faruk Aganović - zapovjednik jedne brigade Armije BiH, Besim Hodžić - zapovjednik vojne policije, Besim Učembarlić iz Prusca - zapovjednik grada Prusca, Semin Rustempašić iz Kruševice - zapovjednik postrojbe za posebne namjere "Zeleni zmajevi", Muris Kalajhodžić iz Gaja - zapovjednik postrojbe za posebne namjene JOKS, i Hanefija Prijić iz Voljica/Uskoplje - zapovjednik postrojbe za posebne namjene Armije BiH.

## Vanjske poveznice
- Novabila.info ETNIČKO ČIŠĆENJE BUGOJANSKIH HRVATA: Istjerano skoro 15 tisuća ljudi, ubijeno 90 civila, za 19 intelektualca se još uvijek traga, a nalogodavce SDA nagrađuje, 27. srpnja 2017.
- Slobodna Dalmacija Ivica Mlivončić: Zločini Armije BiH nad Hrvatima (4), Krvava bitka za Bugojno, 11. svibnja 2000.